# Mistrovství Itálie ve fotbale amputovaných
Mistrovství Itálie ve fotbale amputovaných je klubová soutěž. Pořádá ji každý rok FISPES. První ročník se odehrál roku 2019, přičemž nejvíce vítězství (3) k roku 2024 má Vicenza Calcio Amputati.

## Týmy podle počtu účastí
Šesti ročníků v letech 2019–2024 se celkem zúčastnilo 8 týmů.
- 6 účastí: Vicenza Calcio Amputati
- 5 účastí: Levante C. Pegliese
- 3 účasti: Fabrizio Miccoli, Nuova Montelabbate, Sportin Amp Football
- 2 účasti: Roma Calcio Amputati
- 1 účast: Lazio Calcio Amputati, Invincibili

## Přehled turnajů
- 2019: Nuova Montelabbate (1. titul)
- 2020: Vicenza Calcio Amputati (1. titul)
- 2021: Vicenza Calcio Amputati (2. titul)
- 2022: Sportin Amp Football (1. titul)
- 2023: Vicenza Calcio Amputati (3. titul)
- 2024: